# Valsörarnas fyr
Valsörarnas fyr (finska: Valassaarten majakka) är en tidigare bemannad fyr på ön Storskär i  skärgården utanför Vasa i Finland.
Valsörarna ingick i postrutten mellan Finland och Sverige och var utmärkt med en båk på 1800-talet. År 1868 lades ett fyrskepp ut väster om Valsörarna, men ljuset ansås för svagt och sjöfararna krävde att området skulle märkas ut med fyrar.
År 1885 inleddes byggandet av en fyrplats på Valsörarna. Man började att bygga på Lillskär, som dock visade sig olämplig för en fyr, och tvingades bygga en stenbro till Storskär, som fortfarande finns kvar, och flytta både byggmaterial och de redan uppförda bostadshusen dit. Fyren byggdes av färdiga delar av gjutjärn, som hade importerats från Paris och monterades på plats. Fresnellinsen och fyrapparaten hade konstruerats av den franske urmakaren Henry Lepaute. Den 36 meter höga fyren tändes första gången den 19 november 1886. Den unika byggnadskonstruktionen väckte uppsikt och fyren fick besök från både när och fjärran. Fyrvaktarbostaden är från samma tidsperiod och har renoverats. Runt husen finns små odlingslotter, som omges av stengärdesgårdar och rester av  hölador. På den östra stranden finns rester av den gamla båken. 
År 1936 stagades det svajiga tornet  med stålvajrar. Fyren utrustades med 
klippljusapparat och Gustaf Daléns automatik med solventil  år 1964 och avbemannades. Den fick elektriskt ljus år 1985 och har senare ändrats till blinkfyr.